# 中国人民武装警察部队纪律检查委员会
中国共产党中国人民武装警察部队纪律检查委员会，与中国人民武装警察部队监察委员会合署办公，简称武警部队纪委监委，是中国人民武装警察部队总部机关职能部门，负责中国人民武装警察部队纪检监察工作。

## 沿革
1983年1月，中国人民武装警察部队总部成立。1984年2月，娄殿英出任中国共产党中国人民武装警察部队纪律检查委员会第一任书记。
2016年1月1日，新华社发布《中央军委关于深化国防和军队改革的意见》，其中将推进武警部队改革列为2016年改革任务之一，2016年年底前将“基本完成阶段性改革任务”。2016年3月初，武警部队开始按新体制编制运行，武警部队机关由之前的司令部、政治部、后勤部改为四部委（参谋部、政治工作部、后勤部、纪律检查委员会）。
2018年3月，第十三届全国人民代表大会第一次会议通过《中华人民共和国监察法》，正式设立各级国家监察机关。《监察法》第六十八条规定：“中国人民解放军和中国人民武装警察部队开展监察工作，由中央军事委员会根据本法制定具体规定。”改革后，武警总部机关设中国人民武装警察部队纪律检查委员会（中国人民武装警察部队监察委员会），武警纪委监委机关合署办公。”

## 历任领导
| 中国共产党中国人民武装警察部队纪律检查委员会书记 1. 娄殿英（1984年2月—1985年11月，副政治委员兼） 2. 张海天 武警少将（1985年11月—1990年1月，副政治委员兼） 3. 吕寿延 武警少将（1990年1月—1993年6月，副政治委员兼） 4. 蒋金锵 武警少将（1993年6月—1996年4月，副政治委员兼） 5. 张钰钟 武警中将（1996年4月—2005年7月，副政治委员兼） 6. 李清印 武警中将（2005年7月—2010年12月，副政治委员兼） 7. 王长河 武警中将（2010年12月—2015年12月，副政治委员兼） | 中国共产党中国人民武装警察部队纪律检查委员会副书记 - 许德善（1984年2月—1986年7月，政治部副主任兼） - 曹岩华（1984年2月—1985年6月，副参谋长兼） - 呼延振邦 武警少将（1986年8月—1996年4月，政治部副主任兼） - 树久雪 武警少将（1996年7月—2004年1月，政治部副主任兼） - 朱新加 武警少将（1992年10月—？，专职） - 莫固基 武警少将（？—1999年2月，专职） - 肖星华 武警少将（1996年12月—1999年7月，专职） - 陈献智 武警少将（？—2006年12月，政治部副主任兼） …… |

| 中国人民武装警察部队纪律检查委员会书记 1. 王长河 武警中将（2015年12月—2018年3月） | 中国人民武装警察部队纪律检查委员会副书记 - 汪象华 武警少将（2016年—2018年3月） |

| 中国人民武装警察部队纪律检查委员会书记（监察委员会主任） 1. 王长河 武警中将（2018年3月—） | 中国人民武装警察部队纪律检查委员会副书记（监察委员会副主任） - 汪象华 武警少将（2018年3月—） |